# Antiochos XI
Antiochos XI Epiphanes, död 92 f.Kr., var kung i det seleukidiska riket i Syrien 95-92 f.Kr. 
Han var son till kung Antiochos VIII Grypos och Tryphaena av Egypten. Han var bror till Seleukos VI, som 95 besegrades av deras kusin Antiochos X. Tillsammans med sin bror Philipp I Philadelphos utropade han sig då till kung och belägrade sedan sin kusin i Antiokia. Han besegrades och förföljdes av Antiochos X och drunknade då han föll från sin häst ned i floden Orontes under sin flykt. Hans bröder fortsatte att utmana hans kusin i ett ständigs inbördeskrig fram till att Syrien erövrades av Tigranes II av Armenien 83 f.Kr. 